# Aleksander Danilovič Aleksandrov
Aleksander Danilovič Aleksandrov [aleksánder danílovič aleksándrov] (rusko Алекса́ндр Дани́лович Алекса́ндров), ruski matematik, fizik, filozof in alpinist, * 4. avgust 1912, Volin, Rjazanska gubernija, (Ruski imperij) (sedaj Rusija), † 27. julij 1999, Moskva, Rusija.
Aleksandrov je leta 1937 doktoriral na Državni univerzi v Leningradu pod mentorstvom Foka.
Eden od njegovih znanih učencev na Matematičnem inštitutu Steklova je bil Grigorij »Griša« Jakovljevič Perelman, ki je rešil skoraj stoletje staro Poincarévo domnevo v topologiji. To je bil glavni nerešen problem na tem področju, kar je res lepa nagrada za svojega nekdanjega učitelja.